# Linia kolejowa Havlíčkův Brod – Humpolec
Linia kolejowa Havlíčkův Brod – Humpolec, Linia kolejowa nr 237 (Czechy) (cz. Železniční trať Havlíčkův Brod – Humpolec) – jednotorowa, niezelektryfikowana linia kolejowa o znaczeniu regionalnym w Czechach. Łączy Havlíčkův Brod z Humpolecem. Przebiega w całości przez terytorium Kraju Wysoczyna.